# Рекорд на сат времена (бициклизам)
Рекорд на сат времена у бициклизму је рекорд за највише пређених километара за један сат. Бициклисти овај рекорд покушавају да поставе сами, без других такмичара, на Велодрому. Сматра се најпрестижнијим рекордом од свих у бициклизму. Током историје, многи бициклисти, од непознатих аматера до добро познатих професионалаца, држали су овај рекорд.

## Први рекордери
Први опште прихваћени рекорд је поставио Американац Франк Додс 1876. године, када је одвезао 26.508 километара. Први званично признати рекорд поставио је Хенри Дегранж (касније оснивач Тур де Франса) 1893, на Велодрому Буфало у Паризу. Пре почетка Првог светског рата, рекорд су неколико пута рушили Французи, Оскар Еџ и Марсел Берет. Рекорд на сат времена је стекао велику популарност и пажњу.
Наредних година, рекорд су покушавали да поставе на Велодрому Буфало у Паризу, а од 1930. прешли су на Велодром у Милану, где је први озбиљнији рекорд поставио Фаусто Копи 1942. године. У свом трећем покушају, Жак Анкетил је срушио рекорд 1956. године. Анкетил је свој рекорд поправио 1967. али му није признат јер је одбио да уради допинг тест. Анкетил је рекао да је за њега понижење да урнира на Велодрому, пред публиком, већ ће то урадити у хотелу. Судије то нису прихватиле и рекорд је поништен. Анкетилов рекорд је срушио 1968. Оле Ритер.

## Уцијев рекорд на сат времена (1972 — 2014)
1972. године, Еди Меркс је поставио нови рекорд, 49.431 километара, у Мексико Ситију, након чега је изјавио да је то била његова најтежа вожња икада. Његов рекорд је трајао 12 година, када га је срушио Франческо Мозер 1984. одвезавши 51.151 километар. Тада су први пут употребљени точкови за дисковима, који возачу омогућавају аеродинамичну позицију. Његов рекорд је 1997. поништен и пребачен у секцију "Најбољи људски напор".
1993. и 1994. Грим Обри, који је направио сопствени бицикл, поставио је два рекорда. 1994. Мозер је поставио ветерански рекорд, чиме је срушио свој из 1984. године. 1994. Тони Ромингер и Мигел Индураин су поставили нове рекорде, Ромингер је извезао 55.291 километара. Крис Бордман је 1996. поставио рекорд од 56.375 километара. Бордманов рекорд није побеђен.

### Промена правила
Због велике разлике између модерних бицикала и онога што је возио Еди Меркс, светска бициклистичка унија (УЦИ), успоставила је два рекорда 1997. године.
- " Рекорд на сат времена" на којем су такмичари морали да користе исту опрему коју је користио Еди Меркс.

- "Најбољи људски напор" на којем било дозвољено користити модерну опрему.

Након поделе, сви рекорди постигнути после 1972. године, укључујући и рекорд Криса Бордмана су пребачени у најбољи људски напор и Мерксов рекорд је опет постао званични рекорд. Крис Бордман се није предавао и 2000. године је поставио нови рекорд, који је срушио Ондреј Шошенка 2005. године. Шошенка је пао на допинг тестовима 2001. и 2008. због чега је пала сумња на валидност његовог рекорда.

## Уједињење рекорда (2014 — данас)
2014. УЦИ је ујединио два рекорда у један. Рекорди Криса Бордмана и Грина Обрија, који су раније поништени, враћени су, али је званични рекорд остао онај који је поставио Шошенка 2005. године. По новим правилима, возачи могу да користе опрему прописану од стране уција. Након промене правила, Немац Јенс Фогт је први покушао да обори рекорд 18. септембра 2014. и успио је, одвезао је 51.110 километара. Његов рекорд је поправио Матијас Брандл 30, октобра 2014. године, одвезавши 51.852 километра. 2015. било је неколико покушаја, али само је Роан Денис успио да постави нови рекорд. Рекорд је поправио Алекс Даусет на Велодрому у Манчестеру, 2. маја 2015. године, одвезавши 52.937 километра.
7. јуна 2015. сер Бредли Вигинс је поставио нови рекорд, 54.526 километара.

## Рекорди
| - 2015. Бредли Вигинс 54.526 - 2015. Алекс Даусет 52.937 - 2015. Роан Денис 52.491 - 2014. Матијас Брандл 51.852 - 2014. Јенс Фогт 51.110 - 2005. Ондреј Шошенка 49.700 - 2000. Крис Бордман 49.441 - 1972. Еди Меркс 49.431 - 1968. Оле Ритер 48.653 - 1967. Фердинанд Брик 48.093 - 1959. Роџер Ривијер 47.347 - 1957. Роџер Ривијер 46.923 - 1956. Ерћоле Болдини 46.394 - 1956. Жак Анкетил 46.159 - 1942. Фаусто Копи 45.798 - 1937. Морис Арчамбуд 45.767 - 1937. Франц Слотс 45.485 - 1936. Морис Ришар 45.325 - 1935. Ђузепе Олмо 45.090 - 1933. Морис Ришар 44.777 - 1933. Јан Ван Хут 44.588 - 1914. Оскар Еџ 44.247 - 1913. Марсел Берхерт 43.775 - 1913. Оскар Еџ 43.525 - 1913. Марсел Берхерт 42.741 - 1912. Оскар Еџ 42.360 - 1907. Марсел Берхерт 41.520 - 1905. Лисјен Пти-Бретон 41.110 - 1898. Вили Хамилтон 40.781 - 1897. Оскар Ван Ден Ејнд 39.240 - 1894. Џулс Дубоа 38.220 - 1893. Анри Дегранж 35.325 - 1887. Џулс Дубоа 34.217 - 1882. Хербер Кортис 32.454 - 1876. Франк Додс 26.508 - 1873. Џејмс Мур 23.331 |

### Најбољи људски напор
| - 1996. Крис Бордман 56.375 - 1994. Тони Ромингер 55.291 - 1994. Тони Ромингер 53.832 - 1994. Мигел Индураин 53.040 - 1994. Грим Обри 52.713 - 1993. Крис Бордман 52.270 - 1993. Грим Обри 51.596 - 1984. Франческо Мозер 51.151 - 1984. Франческо Мозер 50.808 |